# Dušan Grézl
Dušan Grézl (4 de mayo de 1979) es un deportista checo que compitió en atletismo adaptado. Ganó una medalla de bronce en los Juegos Paralímpicos de Atenas 2004 en la prueba de lanzamiento de peso (clase F38).

## Palmarés internacional
| Juegos Paralímpicos | Juegos Paralímpicos | Juegos Paralímpicos | Juegos Paralímpicos |
| Año                 | Lugar               | Medalla             | Prueba              |
| ------------------- | ------------------- | ------------------- | ------------------- |
| 2004                | Atenas (Grecia)     | Medalla de bronce   | Peso F38            |